# Rad-Schiene-Geräusch
Rad-Schiene-Geräusche sind Roll- und Kurvengeräusche von Schienenfahrzeugen.

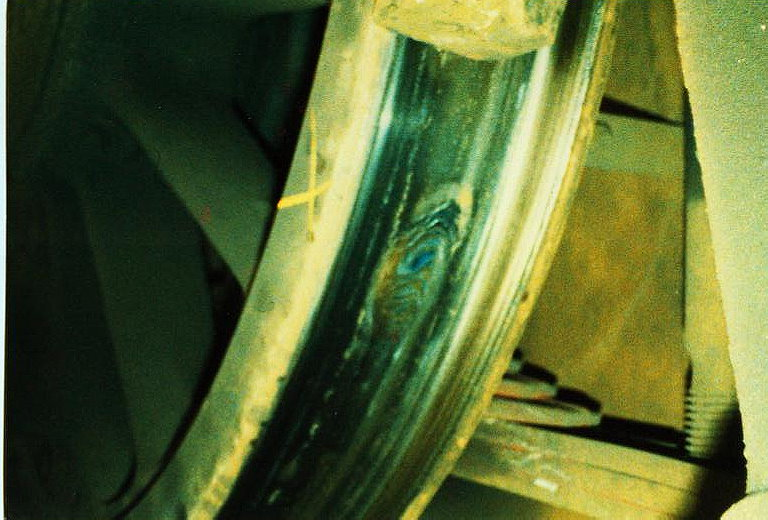
Aufschweißung am Radreifen eines Lokradsatzes

## Rollgeräusche
Rollgeräusche werden beim Abrollen der Räder auf dem Schienenfahrweg erzeugt.
Die durch das Materialgefüge, Verschleiß und Korrosion bestimmten Oberflächen- und Strukturunregelmäßigkeiten der Schienen- und Radfahrflächen verursachen beim Abrollen vertikale Anregungen der Radsätze und Schienen, welche diese zu Schwingungen anregen, die als Schall in die umgebende Luft abgegeben werden.

## Kurvengeräusche
Kurvengeräusche wie Kurvenquietschen entstehen beim Befahren von engen Gleisbögen und Weichen, wenn die Räder aufgrund der Radiendifferenz der beiden Schienen nicht schlupffrei abrollen können.
In sehr engen Gleisbögen kommt es zusätzlich zum Spurkranzanlauf.

## Schienenstöße
Durch Schienenstöße, Herzstücke, Flachstellen sowie das Gegenstück Auftragungen kommt es zu weiteren impulshaften Geräuschen, die dem Rad-Schiene-System zuzuordnen sind.

## Schlupf
Bei modernen Triebfahrzeugen kommen noch Geräusche hinzu, die durch den leichten Schlupf beim Beschleunigen und (elektrischen) Bremsen auf schlüpfrigen Schienen entstehen.

## Minderungspotential

### Rollgeräusch
- Verwendung optimierter Radformen, 2 dB bis 6 dB[1]
- Einsatz von Radschallabsorbern[2], 2 dB bis 8 dB[1]

- Einsatz gummigefederter Räder[3], 6 dB[1]
- Schleifen der Schienenoberfläche zur Beseitigung von Unebenheiten wie Schlupfwellen vor allem in Kurven, bis zu 15 dB[4]

### Kurvenquietschen
- Einsatz gummigefederter Räder, 10 dB bis 15 dB[1]
- Verwendung von Radschallabsorbern, 15 dB bis 30 dB[1]
- Verzicht auf starre Radachsen (ermöglicht unterschiedliche Drehgeschwindigkeit auf Innen- und Außenradien)
- Verwendung möglichst großer Radien in Gleisbögen.[5] Bei Schallprognosen gemäß 16. BImSchV werden bei Kurvenradien kleiner 500 m pauschal 3 dB Aufschlag gegeben, bei Kurvenradien kleiner 300 m beträgt der pauschale Aufschlag 8 dB.[6]

### Schienenstöße
- Vermeidung von Schienenstößen durch stoßloses Aneinanderschweißen der Schienen, 6 dB[7]
- Sofern Schienenstöße als Dehnungsfugen notwendig sind, sind Schrägstoß[8] und Blattstoß[8] gegenüber dem bisher üblichen Stumpfstoß[8] vorzuziehen
- Einsatz gummigefederter Räder, 10 dB bis 15 dB[1]

### Schlupf
- Einsatz gummigefederter Räder, 10 dB bis 15 dB[1]
- Verwendung von Radschallabsorbern, 15 dB bis 30 dB.[1]